# Global Spirit Tour
Global Spirit Tour bylo celosvětové koncertní turné britské hudební skupiny Depeche Mode na podporu jejího čtrnáctého studiového alba, Spirit. Turné začalo 5. května 2017 ve Stockholmu a skončilo 25. července 2018 v Berlíně. Jedná se o poslední turné skupiny pořádané před smrtí Andrewa Fletchera 26. května 2022.
Skupina během turné pokračovala ve svém charitativním partnerství se švýcarskou hodinářskou firmou Hublot a získávala peníze i povědomí pro organizaci Charity: Water, usilující o to, aby měl každý na světě zabezpečenou pitnou vodu. Pro propagaci turné uskutečnila skupina 17. března 2017 propagační koncert v budově Funkhaus v Berlíně, který byl současně streamován na internetu.
Se svými 130 koncerty se jedná o druhé nejdelší turné skupiny (nejdelším nadále zůstává turné Devotional Tour spolu s Exotic Tour/Summer Tour '94 se 158 koncerty).

## Setlist
|  | Setlist pro evropské a americké promo akce 1. „Going Backwards“ 2. „So Much Love“ - „Policy of Truth“ - „Barrel of a Gun“ 3. „A Pain That I'm Used To“ 4. „Corrupt“ 5. „World in My Eyes“ 6. „Cover Me“ 7. Písně, které zpíval Martin Gore - „Little Soul“ (akusticky) - „Home“ 8. „Where's the Revolution“ 9. „Enjoy the Silence“ 10. „Walking in My Shoes“ 11. „Personal Jesus“ | Evropa (1. část) a Severní Amerika (2. část) 1. „Going Backwards“ 2. „So Much Love“ - „Policy of Truth“ - „It's No Good“ 3. „Barrel of a Gun“ 4. „A Pain That I'm Used To“ 5. „Corrupt“ - „Useless“ 6. „In Your Room“ - „Precious“ 7. „World in My Eyes“ 8. „Cover Me“ 9. Písně, které zpíval Martin Gore - „A Question of Lust“ (akusticky) - „Home“ - „Judas“ (akusticky) - „Shake the Disease“ (akusticky) - „Somebody“ - „Strangelove“ (akusticky) - „Insight“ (akusticky) - „Sister of Night“ (akusticky) 10. Písně, které zpíval Martin Gore - „A Question of Lust“ (akusticky) - „Home“ 11. „Poison Heart“ - „In Your Room“ - „Policy of Truth“ - „Precious“ 12. „Where's the Revolution“ 13. „Wrong“ 14. „Everything Counts“ 15. „Stripped“ - „Black Celebration“ 16. „Enjoy the Silence“ 17. „Never Let Me Down Again“ 18. Písně, které zpíval Martin Gore - „Home“ - „Judas“ (akusticky) - „Somebody“ - „Strangelove“ (akusticky) - „Shake the Disease“ (akusticky) - „But Not Tonight“ (akusticky) 19. „Walking in My Shoes“ 20. „Heroes“ (coververze písně od Davida Bowieho) - „Black Celebration“ - „Policy of Truth“ 21. „I Feel You“ 22. „Personal Jesus“ |

|  | Evropa (3. část), Latinská Amerika (4. část) a Severní Amerika (5. část) 1. „Going Backwards“ 2. „It's No Good“ 3. „Barrel of a Gun“ 4. „A Pain That I'm Used To“ 5. „Useless“ 6. „Precious“ - „In Your Room“ 7. „World in My Eyes“ 8. „Cover Me“ 9. Písně, které zpíval Martin Gore - „A Question of Lust“ (akusticky) - „Insight“ (akusticky) - „Sister of Night“ (akusticky) - „Judas“ (akusticky) - „The Things You Said“ 10. Písně, které zpíval Martin Gore - „Home“ 11. „In Your Room“ - „Precious“ 12. „Where's the Revolution“ - „Policy of Truth“ - „Wrong“ 13. „Everything Counts“ 14. „Stripped“ - „Halo“ - „Policy of Truth“ - „Black Celebration“ 15. „Enjoy the Silence“ 16. „Never Let Me Down Again“ 17. Písně, které zpíval Martin Gore - „Judas“ (akusticky) - „Strangelove“ (akusticky) - „I Want You Now“ (akusticky) - „Somebody“ 18. „Walking in My Shoes“ - „Policy of Truth“ 19. „A Question of Time“ 20. „Heroes“ (coververze písně od Davida Bowieho) - „I Feel You“ 21. „Personal Jesus“ 22. „Just Can't Get Enough“ | Evropa (festivalová, 6. část) 1. „Going Backwards“ 2. „It's No Good“ 3. „A Pain That I'm Used To“ 4. „Precious“ - „Useless“ 5. „Policy of Truth“ - „Precious“ 6. „World in My Eyes“ 7. „Cover Me“ 8. Písně, které zpíval Martin Gore - „The Things You Said“ - „Somebody“ 9. „In Your Room“ 10. „Everything Counts“ 11. „Stripped“ 12. „Personal Jesus“ 13. „Never Let Me Down Again“ 14. Písně, které zpíval Martin Gore - „Somebody“ 15. „Walking in My Shoes“ 16. „Enjoy the Silence“ 17. „Just Can't Get Enough“ |

## Koncerty
| Datum                   | Město                  | Stát           | Hala                                        | Předskokani                    | Prodáno lístků / Počet diváků  | Výdělek      |
| Evropa                  | Evropa                 | Evropa         | Evropa                                      | Evropa                         | Evropa                         | Evropa       |
| ----------------------- | ---------------------- | -------------- | ------------------------------------------- | ------------------------------ | ------------------------------ | ------------ |
| 17. března 2017         | Berlín                 | Německo        | Telekom Street Gigs                         | N/A                            | N/A                            | N/A          |
| 21. března 2017         | Paříž                  | Francie        | Studio Rive Gauche                          | N/A                            | N/A                            | N/A          |
| 23. března 2017         | Basilej                | Švýcarsko      | Messe Basel                                 | N/A                            | N/A                            | N/A          |
| 27. března 2017         | Glasgow                | Skotsko        | BBC Radio 6 Music Festival                  | N/A                            | N/A                            | N/A          |
| Severní Amerika         |                        |                |                                             |                                |                                |              |
| 21. dubna 2017          | Los Angeles            | USA            | S.I.R. Studios                              | N/A                            | N/A                            | N/A          |
| 26. dubna 2017          | Hollywood              | USA            | Masonic Lodge at Hollywood Forever          | N/A                            | N/A                            | N/A          |
| Evropa                  |                        |                |                                             |                                |                                |              |
| 5. května 2017          | Stockholm              | Švédsko        | Friends Arena                               | The Raveonettes                | 36,400 / 36,400                | $2,734,164   |
| 7. května 2017          | Amsterdam              | Nizozemsko     | Ziggo Dome                                  | The Raveonettes                | 16,431 / 16,431                | $1,351,102   |
| 9. května 2017          | Antverpy               | Belgie         | Sportpaleis                                 | The Raveonettes                | 20,195 / 20,195                | $1,477,132   |
| 12. května 2017         | Nice                   | Francie        | Stade Charles-Ehrmann                       | The Raveonettes                | 18,896 / 18,896                | $1,320,285   |
| 14. května 2017         | Lublaň                 | Slovinsko      | Arena Stožice                               | The Raveonettes                | 10,470 / 10,470                | $678,768     |
| 17. května 2017         | Athény                 | Řecko          | Terra Vibe Park                             | The Raveonettes                | 17,600 / 17,600                | $579,949     |
| 20. května 2017         | Bratislava             | Slovensko      | Štadión Pasienky                            | F.O.X. The Raveonettes         | 30,290 / 30,290                | $1,710,494   |
| 22. května 2017         | Budapešť               | Maďarsko       | Groupama Arena                              | F.O.X. The Horrors             | 25,200 / 25,200                | $1,497,545   |
| 24. května 2017         | Praha                  | Česko          | Eden Arena                                  | F.O.X. The Horrors             | 31,935 / 31,935                | $2,062,152   |
| 27. května 2017         | Lipsko                 | Německo        | Festwiese                                   | F.O.X. The Horrors             | 70,002 / 70,002                | $5,199,680   |
| 29. května 2017         | Lille                  | Francie        | Stade Pierre-Mauroy                         | The Horrors                    | 26,113 / 26,113                | $1,856,343   |
| 31. května 2017         | Kodaň                  | Dánsko         | Telia Parken                                | The Horrors                    | 42,023 / 42,023                | $3,841,913   |
| 3. června 2017          | Londýn                 | Velká Británie | Londýn Stadium                              | The Horrors                    | 65,191 / 65,191                | $5,263,537   |
| 5. června 2017          | Kolín nad Rýnem        | Německo        | RheinEnergieStadion                         | The Horrors                    | 42,032 / 42,032                | $3,536,347   |
| 7. června 2017          | Drážďany               | Německo        | Ostragehege                                 | The Horrors                    | 27,807 / 27,807                | $2,189,092   |
| 9. června 2017          | Mnichov                | Německo        | Olympiastadion                              | The Horrors                    | 60,066 / 60,066                | $5,023,935   |
| 11. června 2017         | Hannover               | Německo        | HDI Arena                                   | Algiers                        | 73,050 / 73,050                | $6,216,182   |
| 12. června 2017         | Hannover               | Německo        | HDI Arena                                   | Algiers                        | 73,050 / 73,050                | $6,216,182   |
| 18. června 2017         | Curych                 | Švýcarsko      | Letzigrund                                  | Algiers                        | 29,575 / 29,575                | $3,267,648   |
| 20. června 2017         | Frankfurt nad Mohanem  | Německo        | Commerzbank-Arena                           | Algiers                        | 41,483 / 41,483                | $3,417,345   |
| 22. června 2017         | Berlín                 | Německo        | Olympiastadion                              | Algiers                        | 68,157 / 68,157                | $5,646,356   |
| 25. června 2017         | Řím                    | Itálie         | Stadio Olimpico                             | Algiers                        | 51,845 / 51,845                | $3,498,856   |
| 27. června 2017         | Milán                  | Itálie         | San Siro                                    | Algiers                        | 54,488 / 54,488                | $3,440,506   |
| 29. června 2017         | Bologna                | Itálie         | Stadio Renato Dall'Ara                      | Algiers                        | 40,198 / 40,198                | $2,502,572   |
| 1. července 2017        | Saint-Denis            | Francie        | Stade de Francie                            | Algiers                        | 58,199 / 58,199                | $4,664,546   |
| 4. července 2017        | Gelsenkirchen          | Německo        | Veltins-Arena                               | Algiers                        | 43,064 / 43,064                | $3,564,990   |
| 6. července 2017        | Bilbao                 | Španělsko      | Monte Cobetas (Bilbao BBK Live)\|           | —                              | —                              |              |
| 8. července 2017        | Oeiras                 | Portugalsko    | Passeio Marítimo de Algés (NOS Alive)       | —                              | —                              |              |
| 13. července 2017       | Saint Petersburg       | Rusko          | Saint Petersburg Sports and Concert Complex | Maya Jane Coles                | 21,864 / 21,864                | $1,667,443   |
| 15. července 2017       | Moskva                 | Rusko          | Otkrytiye Arena                             | Maya Jane Coles                | 36,173 / 36,173                | $2,704,614   |
| 19. července 2017       | Kyjev                  | Ukrajina       | NSC Olympiyskiy Stadium                     | Maya Jane Coles                | 30,803 / 30,803                | $1,367,171   |
| 21. července 2017       | Varšava                | Polsko         | PGE Narodowy                                | Maya Jane Coles                | 54,659 / 54,659                | $3,298,835   |
| 23. července 2017       | Cluj-Napoca            | Rumunsko       | Cluj Arena                                  | Maya Jane Coles                | 31,923 / 31,923                | $1,420,917   |
| Severní Amerika         |                        |                |                                             |                                |                                |              |
| 23. srpna 2017          | West Valley City       | USA            | USANA Amphitheatre                          | Warpaint                       | 15,546 / 20,000                | $810,438     |
| 25. srpna 2017          | Denver                 | USA            | Pepsi Center                                | Warpaint                       | 11,669 / 14,852                | $1,191,532   |
| 27. srpna 2017          | Clarkston              | USA            | DTE Energy Music Theatre                    | Warpaint                       | 13,089 / 14,877                | $760,468     |
| 30. srpna 2017          | Tinley Park            | USA            | Hollywood Casino Amphitheatre               | Warpaint                       | 17,951 / 28,628                | $1,276,697   |
| 1. září 2017            | Uncasville             | USA            | Mohegan Sun Arena                           | Warpaint                       | 6,292 / 6,911                  | $700,478     |
| 3. září 2017            | Toronto                | Kanada         | Air Canada Centre                           | Warpaint                       | 14,863 / 15,000                | $1,586,056   |
| 5. září 2017            | Montreal               | Kanada         | Bell Centre                                 | Warpaint                       | 14,378 / 15,151                | $1,193,011   |
| 7. září 2017            | Washington, D.C.       | USA            | Capital One Arena                           | Warpaint                       | 11,957 / 12,554                | $1,286,642   |
| 9. září 2017            | New York City          | USA            | Madison Square Garden                       | Warpaint                       | 28,713 / 28,713                | $3,891,636   |
| 11. září 2017           | New York City          | USA            | Madison Square Garden                       | Warpaint                       | 28,713 / 28,713                | $3,891,636   |
| 15. září 2017           | Miami                  | USA            | American Airlines Arena                     | Warpaint                       | 12,858 / 13,123                | $1,258,102   |
| 18. září 2017           | Nashville              | USA            | Ascend Amphitheater                         | Warpaint                       | 6,552 / 6,821                  | $474,814     |
| 20. září 2017           | Austin                 | USA            | Austin360 Amphitheater                      | Warpaint                       | 12,124 / 12,571                | $809,104     |
| 22. září 2017           | Dallas                 | USA            | Starplex Pavilion                           | Warpaint                       | 17,010 / 20,042                | $1,192,434   |
| 24. září 2017           | The Woodlands          | USA            | Cynthia Woods Mitchell Pavilion             | Warpaint                       | 15,720 / 16,217                | $1,174,677   |
| 27. září 2017           | Phoenix                | USA            | Ak-Chin Pavilion                            | Warpaint                       | 11,521 / 18,961                | $631,959     |
| 30. září 2017           | Paradise               | USA            | T-Mobile Arena                              | Warpaint                       | 14,114 / 15,096                | $1,578,470   |
| 2. října 2017           | Santa Barbara          | USA            | Santa Barbara Bowl                          | Warpaint                       | 4,744 / 4,744                  | $566,569     |
| 6. října 2017           | Chula Vista            | USA            | Mattress Firm Amphitheatre                  | Warpaint                       | 18,895 / 20,500                | $1,234,035   |
| 8. října 2017           | San Jose               | USA            | SAP Center                                  | Warpaint                       | 12,990 / 15,000                | $1,421,010   |
| 10. října 2017          | Oakland                | USA            | Oracle Arena                                | Warpaint                       | 12,860 / 12,860                | $1,493,298   |
| 12. října 2017          | Los Angeles            | USA            | Hollywood Bowl                              | Warpaint                       | 65,808 / 65,808                | $7,446,382   |
| 14. října 2017          | Los Angeles            | USA            | Hollywood Bowl                              | Warpaint                       | 65,808 / 65,808                | $7,446,382   |
| 16. října 2017          | Los Angeles            | USA            | Hollywood Bowl                              | Warpaint                       | 65,808 / 65,808                | $7,446,382   |
| 18. října 2017          | Los Angeles            | USA            | Hollywood Bowl                              | Warpaint                       | 65,808 / 65,808                | $7,446,382   |
| 21. října 2017          | Seattle                | USA            | KeyArena                                    | Warpaint                       | 12,675 / 14,000                | $1,316,320   |
| 23. října 2017          | Portland               | USA            | Moda Center                                 | Warpaint                       | 12,589 / 14,000                | $1,135,075   |
| 25. října 2017          | Vancouver              | Kanada         | Rogers Arena                                | Warpaint                       | 12,308 / 14,000                | $1,040,893   |
| 27. října 2017          | Edmonton               | Kanada         | Rogers Place                                | Warpaint                       | 12,127 / 13,000                | $1,020,953   |
| Evropa                  |                        |                |                                             |                                |                                |              |
| 15. listopadu 2017      | Dublin                 | Irsko          | 3Arena                                      | Re-TROS                        | 12,420 / 12,420                | $1,306,691   |
| 17. listopadu 2017      | Manchester             | Velká Británie | Manchester Arena                            | Re-TROS                        | 13,302 / 14,595                | $1,189,204   |
| 19. listopadu 2017      | Birmingham             | Velká Británie | Arena Birmingham                            | Re-TROS                        | 13,212 / 13,212                | $1,163,368   |
| 22. listopadu 2017      | Londýn                 | Velká Británie | The O2 Arena                                | Re-TROS                        | 17,366 / 19,151                | $1,446,430   |
| 24. listopadu 2017      | Frankfurt              | Německo        | Festhalle                                   | Re-TROS                        | 12,004 / 12,004                | $1,133,625   |
| 26. listopadu 2017      | Antverpy               | Belgie         | Sportpaleis                                 | Re-TROS                        | 19,299 / 19,299                | $1,544,331   |
| 28. listopadu 2017      | Stuttgart              | Německo        | Hanns-Martin-Schleyer-Halle                 | Re-TROS                        | 13,074 / 13,074                | $1,110,491   |
| 30. listopadu 2017      | Mannheim               | Německo        | SAP Arena                                   | Re-TROS                        | 11,432 / 11,432                | $958,676     |
| 3. prosince 2017        | Paříž                  | Francie        | AccorHotels Arena                           | Re-TROS                        | 31,922 / 31,922                | $2,423,414   |
| 5. prosince 2017        | Paříž                  | Francie        | AccorHotels Arena                           | Re-TROS                        | 31,922 / 31,922                | $2,423,414   |
| 7. prosince 2017        | Barcelona              | Španělsko      | Palau Sant Jordi                            | Re-TROS                        | 16,632 / 16,632                | $1,458,459   |
| 9. prosince 2017        | Turín                  | Itálie         | PalaAlpitour                                | Pumarosa                       | 22,567 / 22,567                | $1,649,451   |
| 11. prosince 2017       | Turín                  | Itálie         | PalaAlpitour                                | Pumarosa                       | 22,567 / 22,567                | $1,649,451   |
| 13. prosince 2017       | Casalecchio di Reno    | Itálie         | Unipol Arena                                | Pumarosa                       | 14,001 / 14,001                | $1,025,253   |
| 16. prosince 2017       | Madrid                 | Španělsko      | WiZink Center                               | Pumarosa                       | 15,188 / 15,188                | $1,532,894   |
| 9. ledna 2018           | Kodaň                  | Dánsko         | Royal Arena                                 | Pumarosa                       | 15,461 / 15,461                | $1,685,424   |
| 11. ledna 2018          | Hamburg                | Německo        | Barclaycard Arena Hamburg                   | Pumarosa                       | 13,093 / 13,093                | $1,269,460   |
| 13. ledna 2018          | Amsterdam              | Nizozemsko     | Ziggo Dome                                  | Pumarosa                       | 16,309 / 16,309                | $1,529,315   |
| 15. ledna 2018          | Cologne                | Německo        | Lanxess Arena                               | Pumarosa                       | 16,327 / 16,327                | $1,547,700   |
| 17. ledna 2018          | Berlín                 | Německo        | Mercedes-Benz Arena                         | EMA                            | 27,958 / 27,958                | $2,729,278   |
| 19. ledna 2018          | Berlín                 | Německo        | Mercedes-Benz Arena                         | EMA                            | 27,958 / 27,958                | $2,729,278   |
| 21. ledna 2018          | Norimberk              | Německo        | Arena Nürnberger Versicherung               | EMA                            | 8,749 / 8,749                  | $918,799     |
| 24. ledna 2018          | Bordeaux               | Francie        | Bordeaux Métropole Arena                    | EMA                            | 10,602 / 10,602                | $1,005,765   |
| 27. ledna 2018          | Assago                 | Itálie         | Mediolanum Forum                            | EMA                            | 21,750 / 21,750                | $1,701,295   |
| 29. ledna 2018          | Assago                 | Itálie         | Mediolanum Forum                            | EMA                            | 21,750 / 21,750                | $1,701,295   |
| 31. ledna 2018          | Praha                  | Česko          | O2 Arena                                    | EMA                            | 17,431 / 17,431                | $1,243,489   |
| 2. února 2018           | Budapešť               | Maďarsko       | Budapešť Sports Arena                       | EMA                            | 13,799 / 13,799                | $1,127,679   |
| 4. února 2018           | Vídeň                  | Rakousko       | Wiener Stadthalle                           | EMA                            | 13,166 / 13,166                | $1,301,431   |
| 7. února 2018           | Kraków                 | Polsko         | Tauron Arena                                | Black Line                     | 15,390 / 15,390                | $1,273,384   |
| 9. února 2018           | Łódź                   | Polsko         | Atlas Arena                                 | Black Line                     | 14,270 / 14,270                | $1,279,492   |
| 11. února 2018          | Gdańsk                 | Polsko         | Ergo Arena                                  | Black Line                     | 13,326 / 13,326                | $1,104,971   |
| 13. února 2018          | Minsk                  | Bělorusko      | Minsk-Arena                                 | Black Line                     | 5,565 / 12,000                 | $571,325     |
| 16. února 2018          | Saint Petersburg       | Rusko          | Saint Petersburg Sports and Concert Complex | Black Line                     | -                              | -            |
| 18. února 2018          | Helsinky               | Finsko         | Hartwall Arena                              | Black Line                     | 11,062 / 11,062                | $1,091,441   |
| 20. února 2018          | Riga                   | Lotyšsko       | Arena Riga                                  | Black Line                     | 12,205 / 12,205                | $1,230,947   |
| 22. února 2018          | Vilnius                | Litva          | Siemens Arena                               | Black Line                     | 12,006 / 12,006                | $1,326,598   |
| 25. února 2018          | Moskva                 | Rusko          | Olimpiyskiy                                 | Black Line                     | 22,879 / 22,879                | $1,870,129   |
| Střední a Jižní Amerika |                        |                |                                             |                                |                                |              |
| 11. března 2018         | Mexico City            | Mexiko         | Foro Sol                                    | Rey Pila                       | 128,521 / 128,521              | $7,598,275   |
| 13. března 2018         | Mexico City            | Mexiko         | Foro Sol                                    | Rey Pila                       | 128,521 / 128,521              | $7,598,275   |
| 16. března 2018         | Bogota                 | Kolumbie       | Simón Bolívar Park                          | Estados Alterados              | 13,375 / 13,375                | $1,276,390   |
| 18. března 2018         | Lima                   | Peru           | Estadio Nacional de Lima                    | Cementerio Inocentes           | 15,742 / 15,742                | $994,138     |
| 21. března 2018         | Santiago               | Chile          | Estadio Nacional Julio Martínez Prádanos    | Matías Aguayo & The Desdemonas | 47,668 / 47,668                | $3,985,257   |
| 24. března 2018         | La Plata               | Argentina      | Estadio Ciudad de La Plata                  | Juana Molina                   | 47,214 / 47,214                | $4,095,289   |
| 27. března 2018         | São Paulo              | Brazílie       | Allianz Parque                              | Gui Boratto                    | 24,180 / 24,180                | $2,115,569   |
| Severní Amerika         |                        |                |                                             |                                |                                |              |
| 22. května 2018         | Anaheim                | USA            | Honda Center                                | Black Rebel Motorcycle Club    | —                              | —            |
| 24. května 2018         | Sacramento             | USA            | Golden 1 Center                             | Black Rebel Motorcycle Club    | 12,396 / 12,396                | $1,146,455   |
| 27. května 2018         | San Antonio            | USA            | AT&T Center                                 | Black Rebel Motorcycle Club    | 13,221 / 13,221                | $1,144,480   |
| 29. května 2018         | Tulsa                  | USA            | BOK Center                                  | Black Rebel Motorcycle Club    | —                              | —            |
| 1. června 2018          | Chicago                | USA            | United Center                               | EMA                            | 14,244 / 14,244                | $1,368,405   |
| 3. června 2018          | Philadelphia           | USA            | Wells Fargo Center                          | EMA                            | 10,988 / 21,000                | $905,675     |
| 6. června 2018          | New York City          | USA            | Barclays Center                             | EMA                            | 14,483 / 14,483                | $1,531,052   |
| 9. června 2018          | Boston                 | USA            | TD Garden                                   | EMA                            | 11,581 / 19,600                | $1,011,092   |
| 11. června 2018         | Toronto                | Kanada         | Air Canada Centre                           | EMA                            | 14,270 / 14,270                | $1,310,416   |
| Evropa                  |                        |                |                                             |                                |                                |              |
| 23. června 2018         | Newport                | Velká Británie | Isle of Wight Festival                      | N/A                            | N/A                            | N/A          |
| 26. června 2018         | Sopron                 | Maďarsko       | Volt Festival                               | N/A                            | N/A                            | N/A          |
| 28. června 2018         | Odense                 | Dánsko         | Tinderbox Festival                          | N/A                            | N/A                            | N/A          |
| 30. června 2018         | St. Gallen             | Švýcarsko      | OpenAir St. Gallen                          | N/A                            | N/A                            | N/A          |
| 2. července 2018        | Barolo                 | Itálie         | Collisioni Festival                         | Marlene Kuntz                  | —                              | —            |
| 5. července 2018        | Gdynia                 | Polsko         | Open'er Festival                            | N/A                            | N/A                            | N/A          |
| 7. července 2018        | Arras                  | Francie        | Main Square Festival                        | N/A                            | N/A                            | N/A          |
| 9. července 2018        | Hérouville-Saint-Clair | Francie        | Festival Beauregard                         | N/A                            | N/A                            | N/A          |
| 12. července 2018       | Aix-les-Bains          | Francie        | Musilac Music Festival                      | N/A                            | N/A                            | N/A          |
| 14. července 2018       | Madrid                 | Španělsko      | Mad Cool Festival                           | N/A                            | N/A                            | N/A          |
| 17. července 2018       | Nyon                   | Švýcarsko      | Paléo Festival                              | N/A                            | N/A                            | N/A          |
| 19. července 2018       | Carhaix-Plouguer       | Francie        | Festival des Vieilles Charrues              | N/A                            | N/A                            | N/A          |
| 21. července 2018       | Paříž                  | Francie        | Lollapalooza Festival                       | N/A                            | N/A                            | N/A          |
| 23. července 2018       | Berlín                 | Německo        | Waldbühne                                   | DAF                            | 43,783 / 43,783                | $3,857,267   |
| 25. července 2018       | Berlín                 | Německo        | Waldbühne                                   | DAF                            | 43,783 / 43,783                | $3,857,267   |
| Celkem                  | Celkem                 | Celkem         | Celkem                                      | Celkem                         | 2,470,918 / 2,542,538 (97.18%) | $199,581,441 |

## Hudebníci

### Depeche Mode
- Dave Gahan – zpěv
- Martin Gore – kytara, syntezátor, hlavní a doprovodný zpěv
- Andrew Fletcher – syntezátor

### Hostující hudebníci
- Christian Eigner – bicí
- Peter Gordeno – syntezátor, piano, doprovodný zpěv